# Bronsstaartkomeetkolibrie
De bronsstaartkomeetkolibrie (Polyonymus caroli) is een vogel uit de familie Trochilidae (kolibries).

## Verspreiding en leefgebied
Deze soort is endemisch in centraal en zuidelijk Peru.